# Censor librorum
De Censor Librorum is iemand die in de Katholieke Kerk boeken keurt vanwege de kerkelijke overheid en het nihil obstat geeft, waarna door of namens de bisschop het imprimatur wordt verleend.
De plaatselijke ordinaris heeft het recht om het oordeel over boeken toe te vertrouwen aan personen die hem geschikt lijken. Daarnaast kan door de bisschoppenconferentie een lijst van censoren opgemaakt worden die ter beschikking staan van de diocesane curies. Zij kan ook een commissie van censoren instellen die door de plaatselijke ordinaris geraadpleegd kan worden.
De censor dient bij de uitoefening van zijn ambt enkel de leer van de Kerk in geloof en zeden voor ogen te houden, zoals zij door het kerkelijk leergezag voorgehouden wordt en hij moet zijn oordeel schriftelijk geven. Als dit gunstig is, kan de ordinaris naar zijn oordeel verlof tot uitgave geven (imprimatur), met vermelding van zijn naam, de datum en plaats van het verlof. Als de Ordinaris het niet geeft, dient hij de redenen van de weigering aan de schrijver van het werk mede te delen.